# Дуди Села
Дуди Села (хебр. דודי סלע; Кирјат Шмона, 4. април 1985) је израелски тенисер румунског порекла. Најбољи пласман каријере остварио је 20. јула 2009, а то је било 29. место на АТП листи. Са висином од 175 cm један је од најнижих тенисера. Његов старији брат Офер, такође се бавио тенисом, а једном приликом му је чак био судија.
Села се тенисом професионално бави од 2000, а 2003. је освојио јуниорски Ролан Гарос у конкуренцији парова. Дуги је низ година репрезентативац Израела у Дејвис купу.
Основне карактеристике стила игре су му велика брзина и сервис-волеј игра. Највише воли тврду подлогу, а тренер му је земљак, Јоав Шаб.

## АТП финала

### Појединачно: 2 (0:2)
| Легенда                        |
| ------------------------------ |
| Гренд слем турнири (0:0)       |
| Завршно првенство сезоне (0:0) |
| АТП мастерс 1000 (0:0)         |
| АТП 500 (0:0)                  |
| АТП 250 (0:2)                  |

| Финала по подлози |
| ----------------- |
| Тврда (0:2)       |
| Шљака (0:0)       |
| Трава (0:0)       |

| Финала по локацији |
| ------------------ |
| Отворено (0:2)     |
| Дворана (0:0)      |

| Исход     | Бр. | Датум               | Турнир       | Подлога | Противник  | Резултат           |
| --------- | --- | ------------------- | ------------ | ------- | ---------- | ------------------ |
| Финалиста | 1.  | 28. септембар 2008. | Пекинг, Кина | Тврда   | Енди Родик | 4:6, 7:6(8:6), 3:6 |
| Финалиста | 2.  | 27. јул 2014.       | Атланта, САД | Тврда   | Џон Изнер  | 3:6, 4:6           |

### Парови: 1 (1:0)
| Легенда                        |
| ------------------------------ |
| Гренд слем турнири (0:0)       |
| Завршно првенство сезоне (0:0) |
| АТП мастерс 1000 (0:0)         |
| АТП 500 (0:0)                  |
| АТП 250 (1:0)                  |

| Финала по подлози |
| ----------------- |
| Тврда (0:0)       |
| Шљака (1:0)       |
| Трава (0:0)       |

| Финала по локацији |
| ------------------ |
| Отворено (1:0)     |
| Дворана (0:0)      |

| Исход    | Бр. | Датум        | Турнир           | Подлога | Партнер       | Противници                     | Резултат         |
| -------- | --- | ------------ | ---------------- | ------- | ------------- | ------------------------------ | ---------------- |
| Победник | 1.  | 1. мај 2016. | Истанбул, Турска | Шљака   | Флавио Чипола | Андрес Молтени Дијего Шварцман | 6:3, 5:7, [10:7] |